# Michael C. Hall
Michael Carlyle Hall (Raleigh (North Carolina), 1 februari 1971) is een Amerikaans acteur. Hij brak door als acteur in de dramaserie Six Feet Under. Hierin speelde hij de rol van "David Fisher". De acteurs van Six Feet Under wonnen zowel in 2003 als in 2004 een Screen Actors Guild Award. Verder staat Hall voornamelijk bekend als Dexter Morgan, het hoofdpersonage van de televisieserie Dexter. Deze rol leverde hem meerdere malen een nominatie op voor een Emmy Award en hij won een Golden Globe in 2009, een Satellite Award en een Saturn Award (beide in 2007).

## Jeugdjaren
Hall werd geboren in Raleigh, North Carolina. Z'n moeder, Janice Styons Hall, werkt als studentenbegeleider op een highschool in Wake Forest, en z'n vader, William Carlyle Hall, werkte voor IBM. Hall groeide op als enig kind - zijn zus stierf op jonge leeftijd, al voor zijn geboorte. Zijn vader stierf door prostaatkanker in 1982, toen Hall 11 jaar oud was.
Hall haalde zijn diploma in 1989, op Ravenscroft School. In 1993 studeerde hij vervolgens af van Earlham College, alwaar hij zich voorbereidde op een opleiding voor advocaat. Drie jaar later behaalde hij een acteerdiploma op de Tisch School of the Arts, een onderdeel van New York University (NYU).

## Carrière
Hall begon al op vroege leeftijd met acteren. Hij begon zijn carrière met de musical “What Love Is”, die hij tijdens zijn basisschooltijd opvoerde. In de vijfde klas werd hij lid van een jongenskoor. Hij behaalde zijn diploma voor musical in de highschool, na het spelen van hoofdrollen in, onder andere, The Sound of Music, Oklahoma! en Fiddler on the Roof.
Halls acteercarrière begon in het theater. Off-Broadway speelde hij veel rollen, waaronder rollen in Macbeth en Cymbeline op het New York Shakespeare Festival, Timon of Athens en Henry V in The Public Theater, The English Teachers in de Manhattan Class Company (MCC) en het controversiële toneelstuk Corpus Christi in de Manhattan Theatre Club.

### Doorbraak
In 1999 besloot Sam Mendes om Hall een rol aan te bieden voor de musical Cabaret, zijn eerste Broadwayproductie. In 2003 speelde Hall de rol van Billy Flynn in de musical Chicago.
Mendes had grote invloed op de keuze van Alan Ball om Hall aan te nemen voor de rol van David Fisher in de dramaserie Six Feet Under. Halls werk was niet voor niets: Hij ontving voor het eerste seizoen een Primetime Emmy Award-nominatie voor beste mannelijke hoofdrol in een dramaserie. Daarnaast deelde hij vijf jaar lang een reeks van Screen Actors Guild Award-nominaties met de filmploeg voor uitstekende prestatie door een ensemble in een dramaserie, waarvan ze de prijs wonnen in 2003 en 2004.

### Dexter

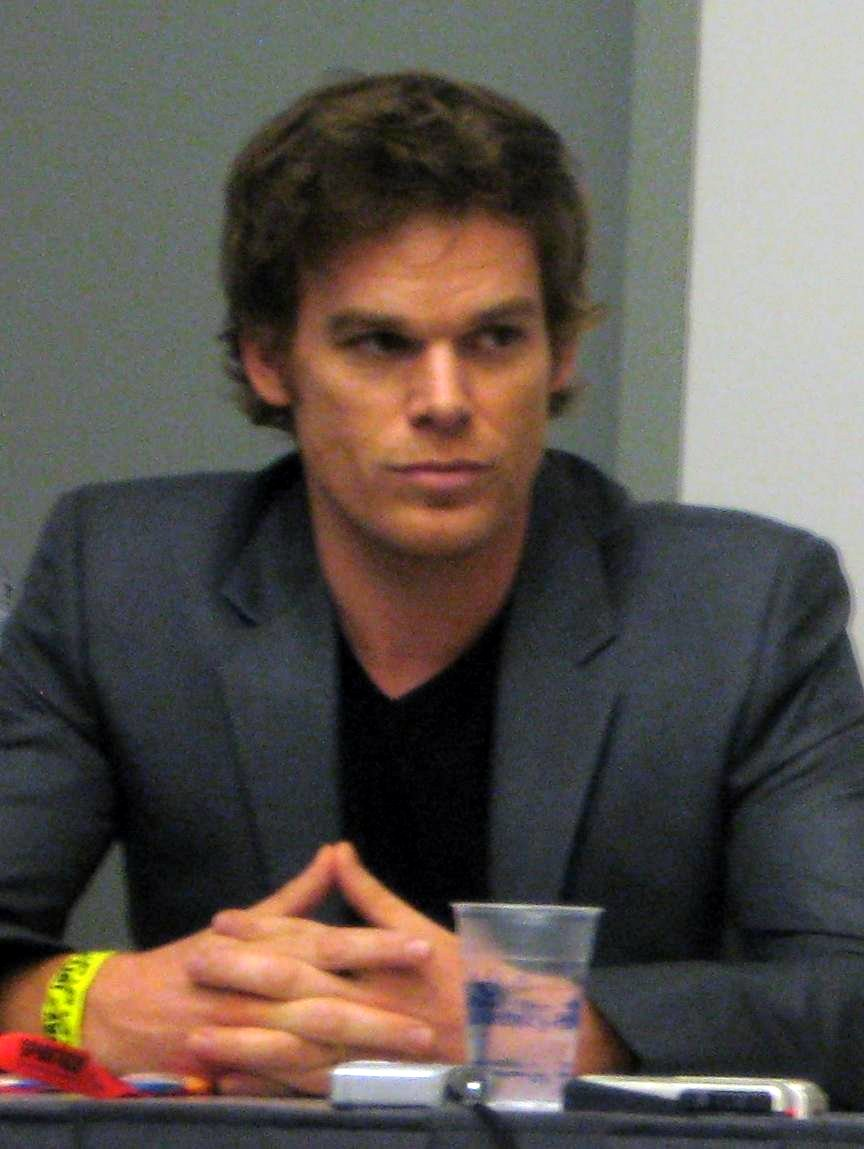
Hall op de Comic-Con van 2009.

Hall speelde vanaf 2006 tot en met 2013 de hoofdrol in de dramaserie Dexter, waarvan hij tevens medeproducent is. Hall speelde de rol van Dexter Morgan, een forensisch bloedspatonderzoeker die voor het Miami Police Department werkt. In zijn vrije tijd is hij een seriemoordenaar die het gemunt heeft op andere moordenaars die volgens hem aan gerechtigheid ontsnapt zijn. Hij volgt hierbij een uitgebreide deontologische code die zijn vader Harry Morgan hem tijdens zijn jeugd heeft aangeleerd. Dexter moet zich aan twee voorwaarden houden: hij mag enkel iemand vermoorden als hij voldoende bewijzen tegen die persoon vindt, en hij moet alle sporen zorgvuldig uitwissen, zodat hij nooit gepakt kan worden.
Het eerste seizoen van de televisieserie was sterk gebaseerd op het eerste boek, Darkly Dreaming Dexter, maar nadien ging de serie een eigen koers varen met verhaallijnen die ver verwijderd liggen van de boekenreeks.
Michael Hall werd driemaal genomineerd voor een Emmy Award (2008, 2009 en 2010), evenals de show, die ook in deze jaren een nominatie ontving. Hall won in de loop van de productie van de televisieserie nog verscheidene andere prijzen, waaronder de Television Critics Association Award (2007), een Golden Globe Award (nominatie in 2007 en 2008, winst in 2010) en de Screen Actors Guild Award (2010).
Voor het achtste seizoen van de serie is hij ook regisseur.
In oktober 2020 maakte Showtime bekend dat er een nieuw seizoen van Dexter kwam. De opnames waren in 2021.

### Films
Hall werkte voor vier films (t/m 2012): De thriller Paycheck, de sciencefictionfilm Gamer, de komediefilm Peep World en de komedie/dramafilm East Fifth Bliss.

## Persoonlijk
Op 1 mei 2003 trouwde Hall met collega-actrice Amy Spanger. Ze speelden elkaars tegenspelers in de Broadway-musical Chicago in de zomer na de trouwerij. Het koppel scheidde in 2006.
In 2008 werd bekend dat Hall een relatie had met Jennifer Carpenter, zij speelt in de Amerikaanse hitserie Dexter de zus van Dexter, Debra Morgan. Een jaar later trouwden ze. Ook dit huwelijk liep op de klippen: Op 18 december 2010 was het koppel officieel gescheiden, na een verwerkingsperiode van drie maanden.

### Ziekte
In januari 2010 maakte zijn manager bekend dat Hall op dat moment een behandeling voor de ziekte van Hodgkin onderging. De ziekte was behandelbaar en niet direct levensbedreigend. Hall accepteerde zijn Golden Globe en Screen Actors Guild Award in 2010 met een pet op z'n hoofd, omdat hij al z'n haar was verloren tijdens chemotherapie. Op 25 april 2010 maakte Carpenter bekend dat Hall volledig was genezen. en klaar was voor een nieuw opnameseizoen van Dexter.

### Goede doelen
Hall is momenteel het gezicht van een Somalische 'Feed the people'-campagne. Verder werkt Hall met Kiehl, een gezichtsbehandelingsmerk dat zich inzet voor Waterkeeper Alliance, een non-profitorganisatie die voor een wereldwijd beleid van schoon en veilig water strijdt.

## Filmografie

### Films
Inclusief korte films.
| Jaar | Titel                                               | Rol               | Opmerking    |
| ---- | --------------------------------------------------- | ----------------- | ------------ |
| 2003 | Paycheck                                            | Agent Klein       |              |
| 2004 | Bereft                                              | Jonathan          |              |
| 2006 | Mysteries of the Freemasons                         | Verteller         | Documentaire |
| 2009 | Gamer                                               | Ken Castle        |              |
| 2009 | How to Spoon with Michael C. Hall                   | Verteller         |              |
| 2011 | Peep World                                          | Jack Meyerwitz    |              |
| 2011 | The Trouble with Bliss                              | Morris Bliss      |              |
| 2011 | East Fifth Bliss                                    | Morris Bliss      |              |
| 2011 | Vietnam in HD                                       | Verteller         | Documentaire |
| 2013 | Kill Your Darlings                                  | David Kammerer    |              |
| 2013 | The River                                           | The Guru          |              |
| 2014 | Cold in July                                        | Richard Dane      |              |
| 2016 | Christine                                           | George Peter Ryan |              |
| 2016 | After Adderall                                      | Regisseur         |              |
| 2017 | Mark Felt: The Man Who Brought Down the White House | John Dean         |              |
| 2018 | Game Night                                          | The Bulgarian     |              |
| 2018 | The Gettysburg Address                              | Leonard Swett     | Voice-over   |
| 2019 | The Report                                          | Thomas Eastman    |              |
| 2019 | In the Shadow of the Moon                           | Holt              |              |
| 2021 | John and the Hole                                   | Brad              |              |

### Series
| Jaar      | Titel                                        | Rol                           | Aantal afleveringen |
| --------- | -------------------------------------------- | ----------------------------- | ------------------- |
| 1999      | As the World Turns                           | Jerry Klein                   | 1                   |
| 2001–2005 | Six Feet Under                               | David Fisher                  | 63                  |
| 2006–2021 | Dexter                                       | Dexter Morgan                 | 98                  |
| 2009-2012 | Dexter: Early Cuts                           | Dexter Morgan                 | 24                  |
| 2011      | CollegeHumor Originals                       | Bryan                         | 1                   |
| 2012      | Ruth & Erica                                 | Tom                           | 3                   |
| 2015      | Justice League: Gods and Monsters Chronicles | Batman/Kirk Langstrom         | 1                   |
| 2015-2019 | Star vs. the Forces of Evil                  | Toffee                        | 11                  |
| 2017      | The Crown                                    | John F. Kennedy               | 1                   |
| 2018      | Safe                                         | Tom Delaney                   | 8                   |
| 2019      | Documentary Now!                             | Billy May 'Dead Eyes' Dempsey | 1                   |
| 2020      | Shadowplay                                   | Tom Franklin                  | 8                   |
| 2021      | Dexter: New Blood                            | Dexter Morgan                 | 10                  |

### Computerspellen
| Jaar | Titel           | Rol           |
| ---- | --------------- | ------------- |
| 2009 | Dexter the Game | Dexter Morgan |